# Supergrup de la högbomita
El supergrup de la högbomita és un grup de minerals de la classe dels òxids. Està format per tres grups: el grup de la högbomita, el grup de la nigerita i el grup de la taaffeïta, i per dues espècies que no es troben classificades a cap dels grups anteriors: la magnesiobeltrandoïta-2N3S i la zincovelesita-6N6S. Rep el nom en honor d'Arvid Gustav Högbom (Vännäs, Västerbotten, Suècia, 11 de gener de 1857 - comtat d'Uppsala, Suècia, 19 de gener de 1940), professor de mineralogia i geologia a la Universitat d'Uppsala (Suècia), qui havia col·laborat amb el premi Nobel Svante Arrhenius.

### Grup de la högbomita
El grup de la högbomita està format per vuit espècies: ferrohögbomita-2N2S, ferrohögbomita-6N12S, magnesiohögbomita-2N2S, magnesiohögbomita-2N3S, magnesiohögbomita-2N4S, magnesiohögbomita-6N12S, zincohögbomita-2N2S i zincohögbomita-2N6S. La ferrohögbomita-6N12S, la magnesiohögbomita-2N3S i la magnesiohögbomita-6N12S cristal·litzen en el sistema trigonal; les altres espècies ho fan en el sistema hexagonal.
| Espècie                 | Fórmula                                   |
| ----------------------- | ----------------------------------------- |
| Ferrohögbomita-2N2S     | (Fe,Mg,Zn,Al)₃(Al,Ti,Fe)₈O15(OH)          |
| Ferrohögbomita-6N12S    | [(Fe2+,Mg,Zn)₅(Al,Ti,Fe3+)₁₂O23(OH)]₆     |
| Magnesiohögbomita-2N2S  | (Al,Mg,Fe,Ti)22(O,OH)32                   |
| Magnesiohögbomita-2N3S  | (Mg,Fe,Zn,Ti)₄(Al,Fe)10O19(OH)            |
| Magnesiohögbomita-2N4S  | (Mg8.43Fe2+ 1.57)sum=10Al22Ti4+ 2O46(OH)₂ |
| Magnesiohögbomita-6N12S | Mg₅Al11TiO23(OH)                          |
| Zincohögbomita-2N2S     | [(Zn,Al,Fe2+)₃(Al,Fe3+,Ti)₈O15(OH)]₂      |
| Zincohögbomita-2N6S     | [(Zn,Mg)₇(Al,Fe3+,Ti)16O31(OH)]₂          |

### Grup de la nigerita
Aquest grup està format per sis espècies: ferronigerita-2N1S, ferronigerita-6N6S, magnesionigerita-2N1S, magnesionigerita-6N6S, zinconigerita-2N1S i zinconigerita-6N6S. Totes aquestes espècies cristal·litzen en el sistema trigonal.
| Espècie               | Fórmula                       |
| --------------------- | ----------------------------- |
| Ferronigerita-2N1S    | (Al,Fe,Zn)₂(Al,Sn)₆O11(OH)    |
| Ferronigerita-6N6S    | (Al,Fe,Zn)₃(Al,Sn,Fe)₈O15(OH) |
| Magnesionigerita-2N1S | (Mg,Al,Zn)₂(Al,Sn)₆O11(OH)    |
| Magnesionigerita-6N6S | (Mg,Al,Zn)₃(Al,Sn,Fe)₈O15(OH) |
| Zinconigerita-2N1S    | (Zn,Al,Mg)₂(Al,Sn)₆O11(OH)    |
| Zinconigerita-6N6S    | Zn₃Sn₂Al16O30(OH)₂            |

### Grup de la taaffeïta
Aquest grup està format per cinc espècies: ferrotaaffeïta-2N'2S, ferrotaaffeïta-6N'3S, magnesiotaaffeïta-2N'2S, magnesiotaaffeïta-2N'2S2 i magnesiotaaffeïta-6N'3S. La ferrotaaffeïta-2N'2S i la magnesiotaaffeïta-2N'2S cristal·litzen en el sistema hexagonal, mentre que la resta ho fan en el trigonal.
| Espècie                  | Fórmula             |
| ------------------------ | ------------------- |
| Ferrotaaffeïta-2N'2S     | Be(Fe,Mg,Zn)₃Al₈O16 |
| Ferrotaaffeïta-6N'3S     | (Be,Zn,Mg)FeAl₄O₈   |
| Magnesiotaaffeïta-2N'2S  | Mg₃Al₈BeO16         |
| Magnesiotaaffeïta-2N'2S2 | Mg₃BeAl₈O16         |
| Magnesiotaaffeïta-6N'3S  | Mg₂BeAl₆O₁₂         |

Als territoris de parla catalana ha estat trobada una de les espècies d'aquest grup: la magnesiotaaffeïta-6N'3S. Va ser descrita a les mines de Costabona, a la localitat de Prats de Molló i la Presta, al Vallespir.

### Altres minerals del supergrup
A banda dels minerals que formen part dels altres tres grups hi ha dues espècies que, tot i integrar els supergrup de la högbomita, no estan classificats a dins de cap grup: la magnesiobeltrandoïta-2N3S i la zincovelesita-6N6S. Totes dues cristal·litzen en el sistema trigonal.
| Espècie                   | Fórmula                      |
| ------------------------- | ---------------------------- |
| Magnesiobeltrandoïta-2N3S | (Mg₆Al₂)(Al18Fe3+₂)O38(OH)₂  |
| Zincovelesita-6N6S        | Zn₃(Fe3+,Mn3+,Al,Ti)₈O15(OH) |